# گوشواره‌های گیلاس
گوشواره‌های گیلاس نام یک فیلم ایرانی و محصول سال ۱۴۰۰ خورشیدی است. کارگردان این فیلم وحید شیخ‌زاده و تهیه کننده‌ی آن امیر دهبان می‌باشد.

## خلاصه فیلم
این فیلم ماجرای یک خانواده مهاجر افغان را پس از حمله طالبان و مسائلی که در ایران برایشان پیش آمده را روایت می‌کند.

## بازیگران
- حمید ابراهیمی
- وحید شیخ‌زاده
- الهام طهموری
- نسیم ادبی
- علیرضا استادی
- کاوه آهنگر
- صحرا اسداللهی
- مهیار راحت طلب
- امیر دهبان
- امیر زمستانی
- سید ارس رزاز
- سهراب انصاریان فرد
- صادق حسنی
- بشیر نیک زاد
- رؤیا حسن خانی
- سید سلمان حسینی
- ستاره موسوی
- نازی قاسمی
- آیلین جاهد
- بنیامین رحمانی

## عوامل
| نام                | سمت                 |
| ------------------ | ------------------- |
| وحید شیخ‌زاده       | کارگردان            |
| امیر دهبان         | تهیه کننده          |
| فاطیما اباحمزه     | نویسنده             |
| سید ارس رزاز       | دستیار اول کارگردان |
| آرمان حیدری        | دستیار کارگردان     |
| محمد کمالی نژاد    | دستیار کارگردان     |
| مونا قدمی          | منشی صحنه           |
| مرتضی خان محمدی    | مدیر فیلمبرداری     |
| مصطفی علی اکبری    | دستیار فیلمبردار    |
| بابک نیازی         | صدابردار            |
| داریوش صالحیان     | طراح گریم           |
| اکبر امیری         | گریمور              |
| سمانه محمدپور      | گریمور              |
| امین جهانی         | طراح صحنه           |
| علی بیرامی         | دستیار صحنه         |
| زهره سلطانی        | طراح لباس           |
| سعید شیخ‌زاده       | مجری طرح            |
| حسین الماسی        | مدیر تولید          |
| سهراب انصاریان فرد | جانشین تولید        |
| بهروز کمیجانی      | مدیر تدارکات        |
| آرمین فلکی         | عکاس                |
| ساناز میرآقایی     | فیلمبردار پشت صحنه  |
| پویان شعله‌ور       | تدوینگر             |
| امیرحسین صادقی     | طراحی و ترکیب صدا   |
| ستار اورکی         | موسیقی              |
| سامان مجد وفایی    | اصلاح رنگ و نور     |
| پژمان ابوالقاسمی   | طراح پوستر          |
| سپیده خلیلی        | مترجم               |
| تجهیزات زمستانی    | پشتیبانی فنی        |

## اکران و جشنواره‌ها
| جشنواره                                            | سال  | وضعیت                             |
| -------------------------------------------------- | ---- | --------------------------------- |
| سینما تک ونکوور کانادا                             | ۲۰۲۲ | اکران شده                         |
| ششمین دوره جشنواره بین المللی ولز                  | ۲۰۲۲ | نامزد بهترین فیلم بلند خارجی زبان |
| پانزدهمین دوره جشنواره فیلم‌های ایرانی سن فرانسیسکو | ۲۰۲۲ | نامزد بهترین فیلم بلند            |
| دهمین دوره جشنواره وراکروز مکزیک                   | ۲۰۲۲ | نامزد بهترین فیلم بلند            |
| جشنواره فیکده کلمبیا                               | ۲۰۲۲ | -                                 |
| جشنواره اواکساکای مکزیک                            | ۲۰۲۲ | -                                 |
| هشتمین دوره جشنواره لاس کروسس آمریکا               | ۲۰۲۳ | اکران شده                         |
| پنجمین جشنواره آمیکورتی ایتالیا                    | ۲۰۲۳ | نامزد بهترین فیلم بلند            |
| جشنواره فیلم جگران هند                             | ۲۰۲۳ | اکران شده                         |
| سینما مگامال تهران ایران                           | ۱۴۰۳ | اکران خصوصی                       |